# Burzum (álbum)
Burzum es el primer álbum de estudio del grupo de black metal noruego Burzum. Fue grabado en enero de 1992, fue lanzado en marzo de 1992 por la discográfica de
Euronymous, Deathlike Silence Productions, en edición vinilo, la versión original del disco es muy difícil de conseguir.

## Lista de canciones

### Cara A (hate)
Todas las canciones escritas y compuestas por Varg Vikernes. 
| N.º | Título                                         | Traducción                                         | Duración |  |
| 1.  | «Feeble Screams From Forests Unknown»          | Débiles chillidos desde bosques desconocidos       | 7:28     |  |
| 2.  | «Ea, Lord Of The Depths»                       | Ea, señor de las profundidades                     | 4:53     |  |
| 3.  | «Black Spell Of Destruction»                   | Negro hechizo de destrucción                       | 5:40     |  |
| 4.  | «Channeling The Power Of Souls Into A New God» | Canalizando el poder de las almas en un nuevo dios | 3:27     |  |

### Cara B (winter)
Todas las canciones escritas y compuestas por Varg Vikernes. 
| N.º | Título                        | Traducción                            | Duración |  |
| 1.  | «War»                         | Guerra                                | 2:30     |  |
| 2.  | «The Crying Orc»              | El orco en llanto                     | 0:58     |  |
| 3.  | «A Lost Forgotten Sad Spirit» | Un triste espíritu perdido y olvidado | 10:53    |  |
| 4.  | «My Journey To The Stars»     | Mi viaje a las estrellas              | 8:10     |  |
| 5.  | «Dungeons of Darkness»        | Mazmorras de la oscuridad             | 4:50     |  |

## Diseño artístico
El diseño de la portada fue realizado por Jannicke Wiese-Hansen.

## Créditos
- Varg Vikernes - Voz y todos los instrumentos.
- Øystein Aarseth - Uno de los solos de guitarra en la canción War y el gong en la canción Dungeons Of Darkness.

## Repercusión
El álbum llamó la atención de los medios por el caso de los incendios de iglesias, llevando a la banda en ciertos sectores al estatus de banda de culto. Hoy se le considera un clásico del género.
Muchas bandas como Judas Iscariot, Hurusoma o Whitar hacen covers especialmente de la primera canción del álbum, War.
Varg Vikernes dice que para que el disco se pueda oír bien, tienes que oír primero la cara A y Luego la cara B, porque el afirma que hizo el disco para edición vinilo.
Actualmente es muy difícil conseguir el disco, pero puedes conseguir la compilación de Burzum y Aske (Burzum / Aske).